# 利戈夫
52°40′N 35°16′E / 52.667°N 35.267°E
利戈夫（羅馬化：L'gov）是俄羅斯庫爾斯克州中西部的一個城市，位於謝伊姆河畔，距庫爾斯克以西80公里。2002年人口23,783人。
1152年首見於文獻，1779年正式建市。